# Leptogenys antongilensis
Leptogenys antongilensis é uma espécie de formiga do gênero Leptogenys, pertencente à subfamília Ponerinae.